# Slap (Tržič, Slovenija)
Slap je naselje u slovenskoj Općini Tržiču. Slap se nalazi u pokrajini Gorenjskoj i statističkoj regiji Gorenjskoj. 

## Stanovništvo
Prema popisu stanovništva iz 2002. godine naselje je imalo 181 stanovnika.